# دايفيد بي بوشنل
دايفيد بي بوشنل (بالإنجليزية: David P. Bushnell)‏ هو رائد أعمال أمريكي، ولد في 31 مارس 1913 في سانت بول في الولايات المتحدة، وتوفي في 24 مارس 2005 في لاغونا بيتش في الولايات المتحدة بسبب لمفوما.